# وارد هيرمانز
وارد هيرمانز هو شاعر وسياسي بلجيكي، ولد في 6 فبراير 1897 في تورنهاوت في بلجيكا، وتوفي في 23 نوفمبر 1992 في بلجيكا. انتخب عضو مجلس النواب من بلجيكا.